# Alëna Kartašova
Alëna Vladimirovna Kartašova (in russo Алёна Владимировна Карташова?; Angarsk, 23 gennaio 1982) è una lottatrice russa.

## Palmarès

### Olimpiadi
- 1 medaglia:
  - 1 argento (Pechino 2008 nella lotta libera, 63 kg)